# موسيقى رومانسية

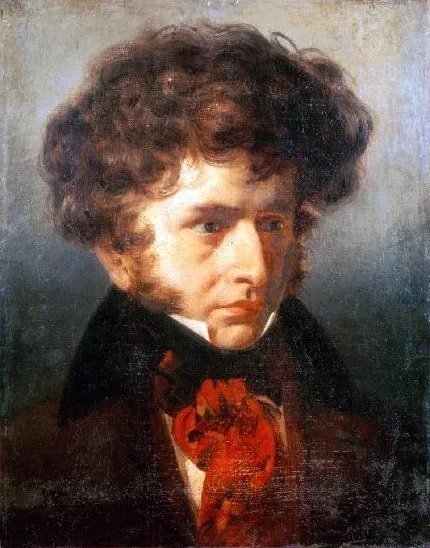

الموسيقا الرومانسية هي حركة نمطية في الموسيقا الكلاسيكية الغربية ذات صلة بالفترة الزمنية التي امتدت خلال القرن التاسع عشر، والتي يُشار إليها عمومًا بالحقبة الرومانسية (أو الفترة الرومانسية). إنها مرتبطة ارتباطًا وثيقًا مع المفهوم الأوسع للرومانسية (الرومانتيكية)؛ الحركة الأدبية الفنية الفكرية التي أصبحت بارزةً في أوروبا تقريبًا من عام 1800 حتى عام 1850 تقريبًا.
سعى المؤلفون الرومانسيون إلى إنشاء موسيقا فردانية، وعاطفية، ودرامية، وغالبًا تصويرية، لتكون انعكاسًا للسياقات الشائعة الأوسع في مجالات الفلسفة والفن والشعر والأدب الرومانسي. استُلهمت الموسيقا الرومانسية ظاهريًا من (أو سعت إلى إثارة) المؤثرات غير الموسيقية، مثل الطبيعة، أو الأدب، أو الشعر، أو الفنون التشكيلية.
من المؤلفين الملهمين في بدايات الحقبة الرومانسية لودفيج فان بيتهوفن، وكارل ماريا فون فيبر، وفرانز بيتر شوبرت، وفيلكس مندلسون، وجون فيلد، وجواكينو روسيني، وفينشينسو بيليني، وغايتانو دونيزيتي، وجياكومو مايربير، وروبرت شومان، وفريدريك شوبان، وهيكتور بيرليوز. يبدو أن ملحني القرن التاسع عشر اللاحقين قد اعتمدوا على بعض التقنيات الموسيقية والأفكار الرومانسية الأقدم، مثل استخدام التناغم اللوني والتوزيع الأوركسترالي الواسع النطاق. ومن هؤلاء المؤلفين الرومانسيين اللاحقين بروكنر، وبرامس، وتشايكوفسكي، ودفورجاك، وليست، وفاغنر، ومالر، وريتشارد شتراوس، وفيردي، وبوتشيني، وسيبيليوس، وإدوارد إلجار، وإيدفارد جريج، وسان صانز، وفوري، ورخمانينوف، وفرانك.

## خلفية
كانت الحركة الرومانسية حركة فكرية وأدبية وفنية، استُحدثت في النصف الثاني من القرن الثامن عشر في أوروبا، وعُززت من خلال تفاعلها مع الثورة الصناعية (موسوعة بريتانيكا). اعتُبرت نوعًا ما تمردًا ضد الأعراف السياسية والاجتماعية في عصر التنوير، وردة فعل ضد العقلانية العلمية للطبيعة (كاسي 2008). كان أكثرها مدمجًا بقوة بالفنون البصرية والموسيقا والأدب، لكنها أثّرت بشكل جوهري في التأريخ (ليفين 1959) والتعليم (غوتك 1995، 220-54)، وتأثرت بدورها بالتطورات في التاريخ الطبيعي (نيكولس 2005، 308-309).
كانت في الذكريات للفرنسي أندريه غريتري إحدى أُوَل التطبيقات المهمة في مصطلح الموسيقا في عام 1789، لكن إرنست هوفمان هو الذي أسس مبادئ الرومانتيكية الموسيقية في الواقع، من خلال مراجعة طويلة لسيمفونية لودفيج فان بيتهوفن الخامسة التي نُشرت في عام 1810، وفي مقال عن موسيقى بيتهوفن على الآلات الموسيقية في عام 1813. في بداية هذه المقالات، تتبع هوفمان بدايات الرومانتيكية الموسيقية ليصل حتى الأعمال اللاحقة لهايدن وموزارت. استُخدم دمج هوفمان للأفكار الملحقة مسبقًا بالمصطلح «رومانسي» في معارضة ضبط النماذج الكلاسيكية وشكلياتها، والذي ارتقى بالموسيقا، وخاصة موسيقا الآلات (موسيقا دون كلمات)، إلى مركز الرومانتيكية باعتبارها الفن الأنسب للتعبير عن المشاعر. وبفضل كتابات هوفمان ومؤلفين ألمانيين آخرين، أصبحت الموسيقا الألمانية مركز الرومانتيكية الموسيقية (سامسون 2001).

## سمات
الخصائص التي تُنسب إلى الرومانتيكية في الغالب:
- انهماك جديد في الطبيعة والاستسلام لها؛
- افتتان بالماضي، تحديدًا العصور الوسطى وأساطير شهامة تلك العصور؛
- اتجاه نحو الغموض وخوارق الطبيعة، سواءً كان دينيًا أو مريبًا فحسب؛
- توق إلى اللانهائية؛
- إيحاءات غامضة عن البعد، غير العادية والخرافية، الغريبة والمدهشة؛
- تركيز على الليلي، والشبحي، والمخيف، والمرعب؛
- رؤى رائعة وتجارب روحية؛
- تركيز انتباه جديد على الهوية الوطنية؛
- تشديد على الذاتية إلى أبعد حد؛
- اهتمام بالسيرة الذاتية؛
- استياء من الإرشادات والصيغ الموسيقية.

ومع ذلك، انتُقدت مثل هذه القوائم التي انتشرت على مر الزمن مسببة «فوضى الظواهر العكسية» بسبب سطحيتها ودلالتها على الكثير من الأشياء المختلفة التي لم يعد لها أي معنى محوري. انتُقدت الخصائص أيضًا لكونها مبهمةً جدًا. على سبيل المثال، يمكن إطلاق صفات «شبحي وخارق للطبيعة» بشكل متساو على دون جيوفاني لموزارت من عام 1787 وارتقاء مشط السنان لسترافينسكي من 1951 (كرافيت 1992، 93-95).
يوجد في الموسيقا خط فاصل واضح نسبيًا في صيغة الموسيقا وبنيتها بعد وفاة بيتهوفن. سواء عدّ المرء بيتهوفن ملحنًا «رومانسيًا» أو لم يعتبره كذلك، فقد أدى اتساع عمله وقوته إلى خلق شعور بأن قالب السوناتا الكلاسيكي، وبالطبع، بنية السمفونية والسوناتا والرباعية الوترية قد استُهلكت بالكامل. اتجه شومان وشوبرلت وبيرليوز وآخرون من ملحني الرومانسية الأوائل إلى البحث عن اتجاهات بديلة.

## تضمنت بعض خصائص الموسيقا الرومانسية
- استخدام بنى موسيقية جديدة أو غير شائعة سابقًا، مثل دورة الأغاني، والليلية، وقطعة الحفل الموسيقية، والأرابسك، والقصيدة الملحمية، بالإضافة إلى الأنواع الكلاسيكية التقليدية. أصبحت الموسيقا التصويرية أكثر شيوعًا؛
- بنية تناغمية معتمدة على حركة النغمة من نغمة القرار إلى تحت الثابتة، أو مفاتيح بديلة عوضًا عن النغمة الثابتة، واستخدام تعاقب تناغمي أكثر اتقانًا (عُرف كل من فاغنر وليست بتعاقباتهما التجريبية)؛
- تركيز أكبر على اللحن من أجل الحفاظ على الاهتمام الموسيقي. استخدمت الفترة الكلاسيكية غالبًا مادةً موضوعيةً ومجزأة بالتساوي وقصيرة، بينما مالت الفترة الرومانسية نحو استخدام مواضيع أكثر إرضاءً وأكثر وضوحًا بالتحديد وأطول؛
- استخدام امتداد أوسع من الحركيات، على سبيل المثال من ppp إلى fff، مترافقة مع دعم توزيع أوركسترالي كبير؛
- مجال نغمي أكبر (مثل استخدام النوتات الأعلى والأدنى للبيانو)؛

## الاتجاهات الشائعة في القرن التاسع عشر

### التأثيرات غير الموسيقية
تؤثر التغيرات والأحداث الاجتماعية المختلفة، مثل الأفكار، والمواقف، والاكتشافات، والاختراعات، والأحداث التاريخية، في الموسيقا غالبًا. على سبيل المثال، كان للثورة الصناعية تأثير شامل في نهاية القرن الثامن عشر وبداية القرن التاسع عشر. أثر هذا الحدث بعمق على الموسيقا: كان هنالك تحسينات أساسية في المفاتيح والمكابس الميكانيكية التي تعتمد عليها آلات النفخ العادية والنحاسية. عُزفت الآلات المبتكرة الجديدة بسهولة أكبر وكانت أكثر موثوقية (شميدت جونز وجونز 2004، 3).
من التطورات الأخرى التي أثرت على الموسيقا صعودُ الطبقة الوسطى. عاش المؤلفون قبل هذه الفترة تحت الوصاية الأرستقراطية. كان جمهورهم في كثير من الأحيان صغيرًا، ومؤلفًا من الطبقة العليا في المجتمع، ومن الأفراد الذين كانوا على معرفة بالموسيقا (شميدت جونز وجونز 2004، 3). من جهة أخرى، غالبًا ما كتب المؤلفون الرومانسيون من أجل العروض والمهرجانات العامة، التي تحوي جمهورًا ضخمًا من العملاء الذين سيدفعون والذين لم يتلقوا بالضرورة دروسًا موسيقية (شميدت جونز وجونز 2004، 3). أظهر ملحنو الحقبة الرومانسية، مثل إلجار، أنه لا يجب أن يكون هنالك «تفرقة بين الأذواق الموسيقية» (يونغ 1967، 525)، وأن «الهدف كان كتابة الموسيقا التي ستُسمع بحد ذاتها» (يونغ 1967، 527).

### القومية
خلال الفترة الرومانسية، اتخذت الموسيقا غالبًا هدفًا أكثر قومية. على سبيل المثال، فُسرت فنلنديا لِجان سيبيليوس على أنها تمثل الأمة الصاعدة في فنلندا، والتي ستحصل يومًا ما على الاستقلال من الحكم الروسي (تشايلد 2006). كان فريدريك شوبان واحدًا من أوائل المؤلفين الذين أدخلوا العناصر القومية في تأليفاتهم. أفاد جوزيف ماشلس: «أثار نضال بولندا لنيل حريتها من الحكم القيصري الشعراءَ القوميين في بولندا. يزخر نتاج الحقبة الرومانسية بالأمثلة على القومية الموسيقية. برز مصطلح شعبي «فلكلوري» في المازوركا لشوبان» (ماشلس 1963، 149-50). تبرز رقصات المازوركا والبولناز خاصته تحديدًا عند استخدامها في الإيقاعات القومية. علاوةً على ذلك، «منع النازيون في الحرب العالمية الثانية عزفَ ... بولناز شوبان في وارسو بسبب الرمزية القوية المتجسدة في أعماله» (ماشلس 1963، 150). كتب ملحنون آخرون، مثل بدرجيخ سمينتا، متفرقاتٍ وصفت أوطانهم موسيقيًا؛ بالتحديد، فلتافا لسمينتا، وهي قصيد سمفوني عن نهر المولدو في جمهورية التشيك الحديثة والقصيد الثاني في حلقة من ستة قصائد سمفونية قومية تحمل عنوان ما فاست (موطني) (غرونفيلد 1974، 112-13). ألف سمينتا أيضًا ثماني أوبرات قومية حُفظت جميعها في مراجع. اعترفوا به أولَ ملحن قومي تشيكي بالإضافة إلى ملحن الأوبرا الأهم في الجيل الذي برز في العقد السادس من القرن التاسع عشر (أوتلوفا، تيريل، وبوسيسيل 2001).